# National Rugby League
Die National Rugby League (NRL, auch Telstra Premiership, nach dem Hauptsponsor der Liga) ist die höchste professionelle Rugby-League-Spielklasse in Australien. Die Liga besteht aus 16 australischen Teams und einer Mannschaft aus Neuseeland und gilt als der populärste Rugby-League-Vereinswettbewerb der Welt.

## Geschichte
Der Vorläufer der heutigen NRL ist die 1908 gegründete New South Wales Rugby League Premiership, ursprünglich eine Stadtmeisterschaft für die Teams aus Sydney. Seit den 1980er Jahren wurden auch Teams aus anderen Städten wie die Newcastle Knights und gar aus anderen Bundesstaaten wie die Brisbane Broncos aufgenommen, was die Ambitionen verdeutlichte, aus der NSWRL einen landesweiten Wettbewerb zu machen. Mitte der 1990er Jahre übernahm dementsprechend die Australian Rugby League die Organisation des Wettbewerbs.
Zur selben Zeit brach in Australien ein Streit im Rugby-League-Sport aus, der sogenannte Super League War. Die Auseinandersetzungen drehten sich um Übertragungsrechte und die Vormachtstellung im australischen Rugby League. Dabei standen sich Rupert Murdoch für die neu gegründete Super League und Kerry Packer für den traditionsreichen Dachverband Australian Rugby League gegenüber. Murdoch versuchte mit der Gründung einer alternativen Rugby-League-Liga auf dem australischen Markt Fuß zu fassen. Nach zahlreichen Gerichtsverhandlungen wurden 1997 die Super League und die Australian Rugby League Premierships parallel ausgetragen. Nach dieser Saison kam es dann zur Vereinigung der beiden Ligen zur heutigen National Rugby League.

Früheres Logo der NRL

Die erste NRL-Saison 1998 wurde von 20 Teams bestritten. Man hatte sich darauf verständigt die Liga bis zum Jahr 2000 auf 14 Mannschaften zu verkleinern. Dazu wurden die Vereine nach Sponsorengeldern, Zuschauerzahlen und sportlichem Erfolg bewertet. Außerdem wurde im Falle eines Zusammenschlusses zweier Teams eine größere Geldsumme in Aussicht gestellt. Bis 1999 gab es drei solcher Vereinigungen. Zur Saison 2000 gab es dann einige Ligaausschlüsse. Eine Mannschaft, die South Sydney Rabbitohs konnte sich aber vor Gericht gegen den Ausschluss durchsetzen und griff 2002 wieder ins Ligageschehen ein.
Das Finalspiel 1999 stellte mit 107.999 Zuschauern einen neuen Weltrekord für ein Rugby-League-Spiel auf. Die Liga wurde immer populärer. 2001 stieg das große australische Telekommunikationsunternehmen Telstra als Hauptsponsor der Liga ein. Die Zuschauerzahlen stiegen in den folgenden Jahren kontinuierlich an und erreichten 2005 einen vorläufigen Höhepunkt. Das Finalspiel der NRL war 2007 die meistgesehene Sendung im australischen Fernsehen. Darüber hinaus wurde mit den Gold Coast Titans wieder eine Mannschaft aus Gold Coast in die Liga aufgenommen.
2008 markierte das hundertjährige Jubiläum von Rugby League in Australien. Neben einem Sonderaufdruck auf den Trikots aller Teams wurde am 17. April eine große Gala veranstaltet auf der unter anderem die besten Spieler des letzten Jahrhunderts geehrt wurden. 2010 kam es dann zu einem unrühmlichen Zwischenfall als den Melbourne Storm zwei ihrer bisher erreichten Meisterschaften aberkannt wurden. Der Verein hatte die Obergrenze für Gehälter nicht eingehalten und seine Buchführung verschleiert.
Trotz solcher Skandale zählt die NRL heute zu den beliebtesten Sportwettbewerben in Australien, in den Staaten New South Wales und Queensland übertrifft sie sogar die Popularität der Australian Football League.
2023 wurde mit den Dolphins aus dem Großraum Brisbane das siebzehnte Team in die NRL aufgenommen.

## Mannschaften
In der Saison 2019 spielen folgende Mannschaften in der NRL:
| Verein                        | Stadt                       | Stadion                                                 | Kapazität              | Erste Saison |
| ----------------------------- | --------------------------- | ------------------------------------------------------- | ---------------------- | ------------ |
| Brisbane Broncos              | Brisbane, QLD               | Suncorp Stadium                                         | 52.500                 | 1988         |
| Canterbury-Bankstown Bulldogs | Sydney, NSW                 | ANZ Stadium, Belmore Sportsground, Bankwest Stadium     | 83.500, 19.000, 30.000 | 1935         |
| Canberra Raiders              | Canberra, ACT               | GIO Stadium Canberra                                    | 25.011                 | 1982         |
| Cronulla-Sutherland Sharks    | Sydney, NSW                 | Netstrada Jubilee Stadium                               | 22.000                 | 1967         |
| Gold Coast Titans             | Gold Coast, QLD             | Cbus Super Stadium                                      | 27.400                 | 2007         |
| Manly-Warringah Sea Eagles    | Sydney, NSW                 | Lottoland                                               | 23.000                 | 1947         |
| Melbourne Storm               | Melbourne, VIC              | AAMI Park                                               | 29.500                 | 1998         |
| Newcastle Knights             | Newcastle, NSW              | McDonald Jones Stadium                                  | 33.000                 | 1988         |
| New Zealand Warriors          | Auckland, NZ                | Mount Smart Stadium                                     | 30.000                 | 1995         |
| North Queensland Cowboys      | Townsville, QLD             | North Queensland Stadium                                | 25.000                 | 1995         |
| Parramatta Eels               | Sydney, NSW                 | Bankwest Stadium                                        | 30.000                 | 1947         |
| Penrith Panthers              | Sydney, NSW                 | Panthers Stadium                                        | 22.500                 | 1967         |
| St. George Illawarra Dragons  | Sydney, NSW Wollongong, NSW | WIN Jubilee Oval und WIN Stadium                        | 22.000, 23.750         | 1999         |
| South Sydney Rabbitohs        | Sydney, NSW                 | ANZ Stadium                                             | 83.500                 | 1908         |
| Sydney Roosters               | Sydney, NSW                 | Sydney Cricket Ground                                   | 46.000                 | 1908         |
| Wests Tigers                  | Sydney, NSW                 | Campbelltown Stadium, Leichhardt Oval, Bankwest Stadium | 21.000, 22.000, 30.000 | 2000         |

## Spielmodus

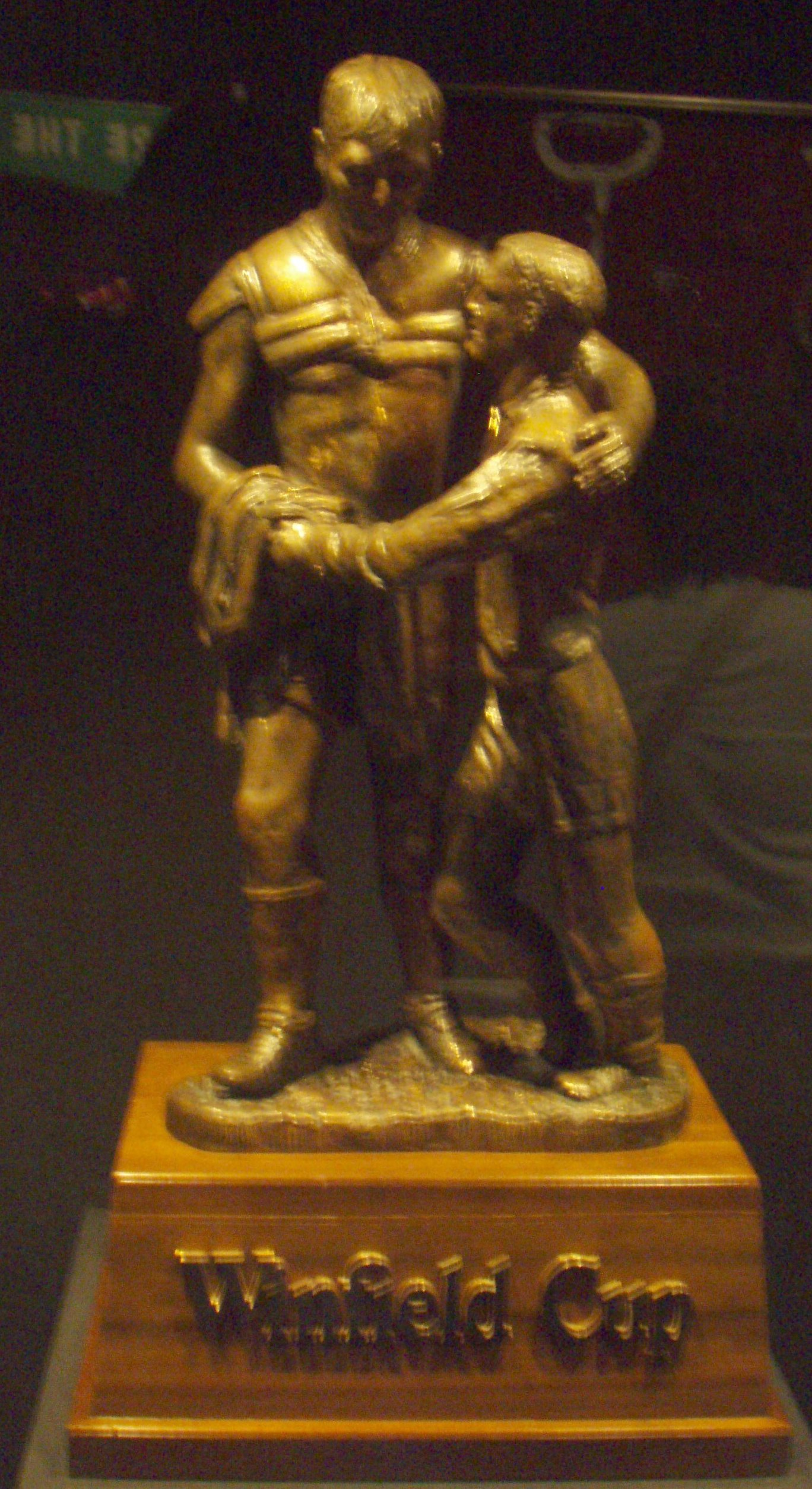
Der Winfield Cup. Trophäe für den Sieger des Finals.

Die NRL-Meisterschaft beginnt im März eines jeden Jahres. Auf Grundlage der Ergebnisse der vorangegangenen Saison werden die 16 Mannschaften in zwei gleich starke Gruppen mit jeweils acht Teams aufgeteilt. Jede Mannschaft spielt dann zweimal gegen alle acht Mannschaften aus der anderen Gruppe, jeweils ein Heim- und ein Auswärtsspiel. Gegen sechs der Teams aus der eigenen Gruppe wird dann jeweils nur ein Spiel ausgetragen, gegen die siebte Mannschaft allerdings zwei. Die Saison umfasst demnach 24 Spiele für jedes Team. Hinzu kommen noch jeweils zwei Freilose, womit die Saison insgesamt 26 Spieltage und 192 Begegnungen umfasst. Nicht jedes Team kann gegen jedes andere Team aus der eigenen Gruppe ein Heimspiel austragen, daher dürfen die Vereine zur Spielplanerstellung vor Saisonbeginn bei der Ligaleitung eine Wunschliste mit Heimspielgegnern einreichen.
Nach dem 26. Spieltag tragen die ersten acht Mannschaften vier Wochen lang die K.O.-Runde aus. Gespielt wird nach dem McIntyre Final Eight System: Zunächst spielt der Tabellenerste gegen den Tabellenachten, der zweite gegen den siebten usw. Die Spiele werden im Stadion der besser platzierten Mannschaft ausgetragen. Anschließend werden die acht Mannschaften in eine neue Reihenfolge gebracht: Platz eins bis vier belegen die Sieger, untereinander sortiert nach der ursprünglichen Saisonplatzierung am 26. Spieltag. Ebenso wird mit den Verlierern verfahren, die die Plätze fünf bis acht unter sich aufteilen.
Die beiden letztplatzierten Teams scheiden nach der ersten Woche aus. Die beiden erstplatzierten Teams sind für jeweils ein Halbfinale in der dritten Woche gesetzt. Die Mannschaften auf den Rängen drei bis sechs spielen in der zweiten Woche um die verbleibenden beiden Halbfinalplätze. Der sechstplatzierte trifft auf den vierten und der fünfte auf den dritten. Heimrecht haben hier die besser platzierten Mannschaften in der Reihenfolge, die sich nach der 1. Playoff-Runde ergibt. In der dritten Woche werden dann die beiden Halbfinals ausgetragen, wobei die beiden gesetzten Teams aus der ersten Woche Heimrecht haben.
Die Sieger der Halbfinals treffen schließlich in der vierten Woche der K.O.-Phase im Grand Final aufeinander. Das Finale der NRL ist eines der größten und populärsten Sportereignisse Australiens. Es wird mit einem aufwendigen Rahmenprogramm seit 1999 im ANZ Stadium in Sydney ausgetragen. Die Lokalregierung des australischen Bundesstaates New South Wales hat $45 Millionen an die NRL gezahlt, um bis zum Jahr 2022 den Austragungsort beizubehalten.
Der Sieger des Grand Final erhält die offizielle NRL-Trophäe, den Winfield-Cup. Außerdem bekommt jeder Spieler der siegreichen Mannschaft einen Meisterschaftsring überreicht. Der zum besten Mann des Finals gewählte Spieler wird darüber hinaus mit der Clive Churchill Medal geehrt.

## Salary Cap
Seit Bestehen der NRL gibt es für die teilnehmenden Vereine einen festen Betrag, den das Gehalt der Spieler insgesamt pro Jahr nicht übersteigen darf. Dieses Salary Cap (Gehaltsobergrenze) liegt bei AU$4,1 Millionen. Jeder Verein muss 25 Spieler unter Vertrag haben, deren Gehalt mindestens $50.000 betragen muss. Da die Einhaltung des Salary Cap aktiv überwacht wird, handelt es sich bei Verstößen in der Regel um kleine Beträge, die ein Bußgeld für den betroffenen Verein nach sich ziehen.
Dennoch gab es bisher drei Fälle von größeren Verstößen gegen die Gehaltsauflagen. 2002 befand man die Bulldogs eines systematischen Verstoßes schuldig. Dem Team wurden zusätzlich zu einer Geldstrafe alle Punkte der laufenden Saison aberkannt, womit sie ihre Tabellenführung verloren und nicht einmal mehr die K.O.-Phase erreichten. Vor der Saison 2006 deckten die New Zealand Warriors Verstöße ihres ehemaligen Managers in den vorangegangenen Saisons auf. Der Verein verlor daraufhin vier Punkte in der aktuellen Saison, musste eine Geldstrafe von $430.000 bezahlen und in der Saison 2007 mit einem verschärften Salary Cap planen.
Der schwerwiegendste Vorfall dieser Art wurde am 22. April 2010 bekannt. Die Melbourne Storm hatten über fünf Jahre insgesamt $1,7 Millionen zu viel für Gehälter ausgegeben und dies systematisch verschleiert. Dem Verein wurden daraufhin zwei Meisterschaften aberkannt, die sie in dieser Periode gewonnen hatten. Die erhaltenen Preisgelder von insgesamt $1,1 Millionen mussten auf die restlichen Vereine der Liga verteilt werden. Darüber hinaus wurde eine Geldstrafe von $500.000 verhängt, sowie alle Punkte aus der Saison 2010 aberkannt. Da dem Verein auch alle weiteren Punkte der Saison nicht gutgeschrieben wurden, beendeten die Melbourne Storm die Saison 2010 mit Null Punkten.

## Bisherige Titelträger
| Saison | Grand Final                   | Grand Final  | Grand Final                   | Grand Final | Tabellenführer nach Ende der regulären Saison (Minor Premiers) |
| Saison | Sieger                        | Ergebnis     | Verlierer                     | Zuschauer   | Tabellenführer nach Ende der regulären Saison (Minor Premiers) |
| ------ | ----------------------------- | ------------ | ----------------------------- | ----------- | -------------------------------------------------------------- |
| 1998   | Brisbane Broncos              | 38 – 12      | Canterbury-Bankstown Bulldogs | 40.857      | Brisbane Broncos (37 Punkte)                                   |
| 1999   | Melbourne Storm               | 20 – 18      | St. George Illawarra Dragons  | 107.999     | Cronulla-Sutherland Sharks (40 Punkte)                         |
| 2000   | Brisbane Broncos              | 14 – 6       | Sydney Roosters               | 94.277      | Brisbane Broncos (38 Punkte)                                   |
| 2001   | Newcastle Knights             | 30 – 24      | Parramatta Eels               | 90.414      | Parramatta Eels (42 Punkte)                                    |
| 2002   | Sydney Roosters               | 30 – 8       | New Zealand Warriors          | 80.130      | New Zealand Warriors (38 Punkte)                               |
| 2003   | Penrith Panthers              | 18 – 6       | Sydney Roosters               | 81.166      | Penrith Panthers (40 Punkte)                                   |
| 2004   | Canterbury-Bankstown Bulldogs | 16 – 13      | Sydney Roosters               | 82.127      | Sydney Roosters (42 Punkte)                                    |
| 2005   | Wests Tigers                  | 30 – 16      | North Queensland Cowboys      | 82.453      | Parramatta Eels (36 Punkte)                                    |
| 2006   | Brisbane Broncos              | 15 – 8       | Melbourne Storm               | 79.609      | Melbourne Storm (aberkannt) (44 Punkte)                        |
| 2007   | Melbourne Storm (aberkannt)   | 34 – 8       | Manly-Warringah Sea Eagles    | 81.392      | Melbourne Storm (aberkannt) (44 Punkte)                        |
| 2008   | Manly-Warringah Sea Eagles    | 40 – 0       | Melbourne Storm               | 80.388      | Melbourne Storm (aberkannt) (38 Punkte)                        |
| 2009   | Melbourne Storm (aberkannt)   | 23 – 16      | Parramatta Eels               | 82.538      | St. George Illawarra Dragons (38 Punkte)                       |
| 2010   | St. George Illawarra Dragons  | 32 – 8       | Sydney Roosters               | 82.334      | St. George Illawarra Dragons (38 Punkte)                       |
| 2011   | Manly-Warringah Sea Eagles    | 24 – 10      | New Zealand Warriors          | 82.334      | Melbourne Storm (42 Punkte)                                    |
| 2012   | Melbourne Storm               | 14 – 4       | Canterbury-Bankstown Bulldogs | 82.976      | Canterbury-Bankstown Bulldogs (40 Punkte)                      |
| 2013   | Sydney Roosters               | 26 – 18      | Manly-Warringah Sea Eagles    | 82.491      | Sydney Roosters (40 Punkte)                                    |
| 2014   | South Sydney Rabbitohs        | 30 – 6       | Canterbury-Bankstown Bulldogs | 83.833      | Sydney Roosters (36 Punkte)                                    |
| 2015   | North Queensland Cowboys      | 17 – 16 n.V. | Brisbane Broncos              | 82.758      | Sydney Roosters (40 Punkte)                                    |
| 2016   | Cronulla-Sutherland Sharks    | 14 – 12      | Melbourne Storm               | 83.625      | Melbourne Storm (42 Punkte)                                    |
| 2017   | Melbourne Storm               | 34 – 6       | North Queensland Cowboys      | 79.722      | Melbourne Storm (44 Punkte)                                    |
| 2018   | Sydney Roosters               | 21 – 6       | Melbourne Storm               | 82.688      | Sydney Roosters (34 Punkte)                                    |
| 2019   | Sydney Roosters               | 14 – 8       | Canberra Raiders              | 82.922      | Melbourne Storm (42 Punkte)                                    |
| 2020   | Melbourne Storm               | 26 – 20      | Penrith Panthers              | 37.303      | Penrith Panthers (37 Punkte)                                   |
| 2021   | Penrith Panthers              | 14 – 12      | South Sydney Rabbitohs        | 39.322      | Melbourne Storm (44 Punkte)                                    |
| 2022   | Penrith Panthers              | 28 – 12      | Parramatta Eels               | 82.416      | Penrith Panthers (42 Punkte)                                   |
| 2023   | Penrith Panthers              | 26 – 24      | Brisbane Broncos              | 81.947      | Penrith Panthers (42 Punkte)                                   |

| Titel | Verein                        | Saison                             |
| ----- | ----------------------------- | ---------------------------------- |
| 4     | Sydney Roosters               | 2002, 2013, 2018, 2019             |
| 4     | Melbourne Storm               | 1999, 2007, 2009, 2012, 2017, 2020 |
| 4     | Penrith Panthers              | 2003, 2021, 2022, 2023             |
| 3     | Brisbane Broncos              | 1998, 2000, 2006                   |
| 2     | Manly-Warringah Sea Eagles    | 2008, 2011                         |
| 1     | Newcastle Knights             | 2001                               |
| 1     | Canterbury-Bankstown Bulldogs | 2004                               |
| 1     | Wests Tigers                  | 2005                               |
| 1     | St. George Illawarra Dragons  | 2010                               |
| 1     | South Sydney Rabbitohs        | 2014                               |
| 1     | North Queensland Cowboys      | 2015                               |
| 1     | Cronulla-Sutherland Sharks    | 2016                               |